# Vocal semioberta posterior arrodonida
La vocal semioberta posterior arrodonida és un so de la parla que es transcriu [ɔ] en l'AFI, una o oberta minúscula llatina tipogràficament una c invertida. En la notació romànica es representava [ǫ]. És conegut amb el nom d'o oberta en les llengües on apareix.

## Característiques
- És una vocal posterior perquè la llengua tira cap endarrere per pronunciar-la.
- Té el segon grau d'obertura.
- Els llavis formen un cercle per articular-la.
- Com totes les vocals, és un so sonor, ja que hi ha vibració de les cordes vocals.

## En català
És un so que pot variar en el grau d'obertura segons el dialecte, però que representaria el so de poble, cos, sort, però, història, elogi, vòmit, arròs o allò en la varietat central. Es representa gràficament amb una O o bé amb Ò.. Només apareix en posició tònica, excepte en parlars valencians, en els quals pot aparèixer també en posició àtona en paraules amb harmonia vocàlica. En valencià i mallorquí adopta una pronúncia quasioberta representada per [ɔ̞].
Pel que fa a la seva etimologia, aquest so prové de la mateixa vocal [ɔ] en llatí vulgar. Alhora, aquesta vocal prové de la vocal [o] (breu) del llatí clàssic (com a norma general, les vocals breus del llatí clàssic s'obren en llatí vulgar). Es troba a paraules com FOCUM > f[ɔ]cu, o NOUUM > n[ɔ]vu. En gairebé tots els dialectes catalans, la vocal [ɔ] del llatí vulgar ha mantingut el seu timbre original. En d'altres com el rossellonès i algunes àrees del central, s'ha fusionat amb [o] i han esdevingut indistingibles.
Cal afegir també que s'observa a tots els dialectes una tendència a obrir aquesta vocal quan apareix a la primera síl·laba del mot, tot i que etimològicament s'hauria de realitzar [o], a mots com flor o olla. Igualment, i de forma contrària a l'etimologia, en síl·laba final seguida de -l, la vocal es realitza sistemàticament oberta, com alcohol, aerosol, formol, futbol, udol o voleibol.